# 諸橋晋六
諸橋 晋六（もろはし しんろく、1922年7月13日 - 2013年6月23日）は、日本の実業家、サッカー選手。東京府北豊島郡出身。三菱商事株式会社元特別顧問・相談役・代表取締役会長・代表取締役社長。勲一等瑞宝章受章。名誉大英帝国勲章受章。贈従三位。

## 来歴
東京府北豊島郡高田町で五人兄弟の三男（兄2人、姉1人、妹1人）として生まれた。父は後に大漢和辞典の編者となる諸橋轍次、母・キンは小千谷縮の商家の出身であり、詩人の西脇順三郎は母の従兄弟であった。自宅の近くに菊池寛の居宅があり、幼少期は菊池の息子の英樹とよく遊んでいた。
東京高等師範学校附属小学校（現・筑波大学附属小学校、1935年卒業）では鶴見俊輔や中井英夫などが同級生であった。東京高等師範学校附属中学校（現・筑波大学附属中学校・高等学校）の3年生よりサッカーを始め、4年生でレギュラーとなり、5年生で主将を務め、1940年に中学を卒業した。
中学卒業後は旧制高等学校を受験したが、1940年および1941年と2年連続で受験に失敗して浪人生活を送った。浪人時代の友人に上掲の中井がいた。1942年も旧制高等学校の受験に失敗したものの、上智大学経済学部経済学科に合格して同大学に進学した。なお、後に文部大臣を務めた永井道雄が同学年に当たる。大学時代はサッカー部に所属し、東京都大学サッカーリーグでプレーした。
1943年11月、太平洋戦争に伴って兵役に就き、同年12月より福島県、宮城県で訓練を受けた。1944年12月に見習士官となり、1945年8月の終戦を兵庫県加古川で迎え、同年10月に東京の自宅へ戻った。終戦後は上智大学に復学して1947年に卒業したが、同期入学120名の内で卒業したのは28名であった。
大学卒業後の1947年に三菱商事へ入社したが、後に諸橋は父の口添えがあったのではないかと語っている。入社後は同社サッカー部に所属し、1947年には加茂健らと共に開催された関東実業団サッカー大会の優勝メンバーに名を連ねた。
1958年にマニラに赴任。一度東京に戻った後、1964年よりロンドンに赴任した。なお、ロンドン駐在時に元日本代表で三菱化成社長（当時）であった篠島秀雄の協力を得て『三菱ダイヤモンド・サッカー』（東京12チャンネル→テレビ東京）の番組開始に尽力した。
その後はマニラ支店長およびロンドン支店長、欧州三菱商事の副社長を務めた。1980年6月に三菱商事の取締役兼ロンドン支店長、1983年6月に常務取締役、1985年6月に副社長を歴任。
1986年11月、社長（当時）の近藤健男が就任後5か月で死去したのに伴い、社長に就任した。1992年6月に社長を退任して、取締役会長に就任。1998年4月1日より相談役、2004年より特別顧問をそれぞれ務めた。また、2001年には勲一等瑞宝章を受章し、同年中に日本サッカー協会の4級審判のライセンスを取得した。
2013年6月23日、心不全のため死去。2014年8月、日本サッカー殿堂に特別選考により選出された。

## 役職
- 財団法人旭硝子財団理事
- 社団法人日本工業倶楽部専務理事
- 財団法人新日本フィルハーモニー交響楽団評議員
- 財団法人三菱財団評議員
- 在東京モナコ公国名誉総領事
- 日本商工会議所特別顧問[18]

## 受章歴
- 勲一等瑞宝章（2001年4月29日）
- 大英帝国勲章コマンダー（2001年）
- 従三位（2013年、歿後追贈）
- 日本サッカー殿堂（2014年）